# Oh Mother
Oh Mother è un brano musicale di Christina Aguilera, estratto come quinto ed ultimo singolo dall'album del 2006 Back to Basics. 
Il brano è stato scritto dalla stessa cantante assieme a Derryck Thornton, Mark Rankin, Liz Thornton, e Kara DioGuardi, ed è stato internazionalmente pubblicato come doppio "A Side", abbinato a Slow Down Baby.

## Descrizione
Il testo della canzone parla dei maltrattamenti che la madre della Aguilera subiva dal padre. La canzone contiene elementi del brano Vois Sur Ton Chemin scritta da Bruno Coulais, che era stata utilizzata nella colonna sonora del film Les choristes - I ragazzi del coro. Il singolo è stato prodotto da Big Tank, L Boogie, e la stessa Aguilera.

## Video
Il video del brano è stato realizzato utilizzando spezzoni delle esibizione della Aguilera durante il Back to Basics Tour.

## Tracce
Maxi Basic
1. "Oh Mother" (Album Version) – 3:45
2. "Oh Mother" (Instrumental) – 3:45

Maxi Premium
1. "Oh Mother" – 3:45
2. "Candyman – 3:45
3. "Ain't No Other Man" (Back to Basics Live in London) – 4:03
4. "Candyman" (Back to Basics Live in London) – 3:22

## Classifiche
| Classifica (2007) | Posizione più alta |
| ----------------- | ------------------ |
| Austria           | 23                 |
| Croazia           | 29                 |
| Paesi Bassi       | 54                 |
| Europa            | 80                 |
| Francia           | 22                 |
| Germania          | 18                 |
| Slovacchia        | 21                 |
| Svizzera          | 79                 |
| Regno Unito       | 25                 |